# 王用賓 (正德進士)
王用賓（1501年—1579年），字允興，號三渠，陝西西安府咸寧縣人，軍籍，明朝政治人物，官至禮部尚書。

## 生平
正德十四年（1519年）己卯科陝西鄉試第五十五名舉人，十六年（1521年）中式辛巳科會試第二百二十七名，二甲第一百六名進士。授翰林院修撰，嘉靖二十年（1541年）任右春坊右諭德、經筵講官、兼修國史、詹事府少詹事兼翰林院侍讀學士，二十六年八月被勒令致仕。二十八年十一月起復原職，二十九年三月升禮部右侍郎，五月升禮部左侍郎，丁憂歸。三十二年五月服闋，復除吏部左侍郎，三十三年三月升禮部尚書，十一月加太子少保兼翰林院學士。以勘吏部尚書李默被工部尚書趙文華誣奏事忤旨，三十五年四月改任南京吏部尚書，四十五年三月加太子太保，十一月以疾致仕，萬曆七年（1579年）七月卒於家，八年二月賜祭葬，三十六年補諡，三十七年五月贈少保。著有《王三渠集》十四卷。

## 家族
曾祖王福；祖父王壅，壽官；父王懋，懷慶府知府。母張氏。重慶下。兄王用臣，弟王用予、王用卿、王用賢、王用相。
弟王用賢有孫王紹先、王紹徽。

## 參看
- 明朝七卿年表